# Lady (rejon dubrowieński)
Lady (dawniej pol. Hlebowo, biał. Ляды) – agromiasteczko we wschodniej Białorusi, w sielsowiecie Arłowiczy rejonu dubrowieńskiego w obwodzie witebskim.

## Geografia
Miejscowość położona jest na zachodnim brzegu rzeki Miereja, przy granicy z Rosją, przy drodze H-2700 (Dubrowna – Lady), 11 km od centrum administracyjnego osiedla wiejskiego (Arłowiczy), 31 km od centrum administracyjnego rejonu (Dubrowna), 90 km od Witebska.

## Demografia
W 2009 r. miejscowość liczyła 486 mieszkańców.

## Historia
W czasach Rzeczypospolitej miejscowość należała do Wielkiego Księstwa Litewskiego, stanowiąc graniczny punkt na szlaku Moskwa – Warszawa. W XVI wieku Lady były wsią należącą do Jana Janowicza Hlebowicza, a później do jego syna, również Jana. Jako własność rodu Hlebowiczów wyrosły na miasteczko, wówczas znane pod nazwą Hlebowo. W połowie XVII wieku przeszły na własność Sapiehów.
Po rozbiorze, w 1772 roku miasteczko stało się częścią Imperium Rosyjskiego w powiecie horeckim guberni mohylewskiej. Zajmowało powierzchnię 2741 m², a w jego granicach znajdowało się 348 domów.
Przy granicy miejscowości znajduje się obelisk postawiony w 1912 roku upamiętniający wydarzenia z 1812 roku, kiedy to wojska napoleońskie 2 sierpnia (14 sierpnia według nowego stylu) tegoż roku przekroczyły granicę „starej Rosji” zwycięsko prąc na Moskwę, by 6 listopada (18 listopada) wycofywać się po ciężkich stratach.
W dniu 27 września 1938 r. Lady otrzymały status osiedla typu miejskiego.
W 1939 roku w Ladach mieszkało 897 Żydów. Mimo tego, ze wielu młodych studiowało w miastach. osiedle liczyło około 300 domów żydowskich.
Podczas II wojny światowej hitlerowcy wymordowali w Ladach wszystkich, wcześniej skoncentrowanych w getcie, Żydów (ponad 2000). Sprawcami byli głównie miejscowi policjanci i własowcy.
Wyzwolenie Ladów nastąpiło po sześciodniowej batalii 8 października 1943 roku.

## Osoby związani z Ladami
- Szneur Zalman z Ladów (1745–1813) – założyciel ruchu chasydzkiego Chabad-Lubawicz, w latach 1801–1812 uczynił Lady centrum swojej działalności
- Ruben Brajnin (1862–1939) – urodzony w Ladach (tu przeżył 16 pierwszych lat swojego życia), żydowski pisarz, publicysta i przywódca syjonistów

## Galeria

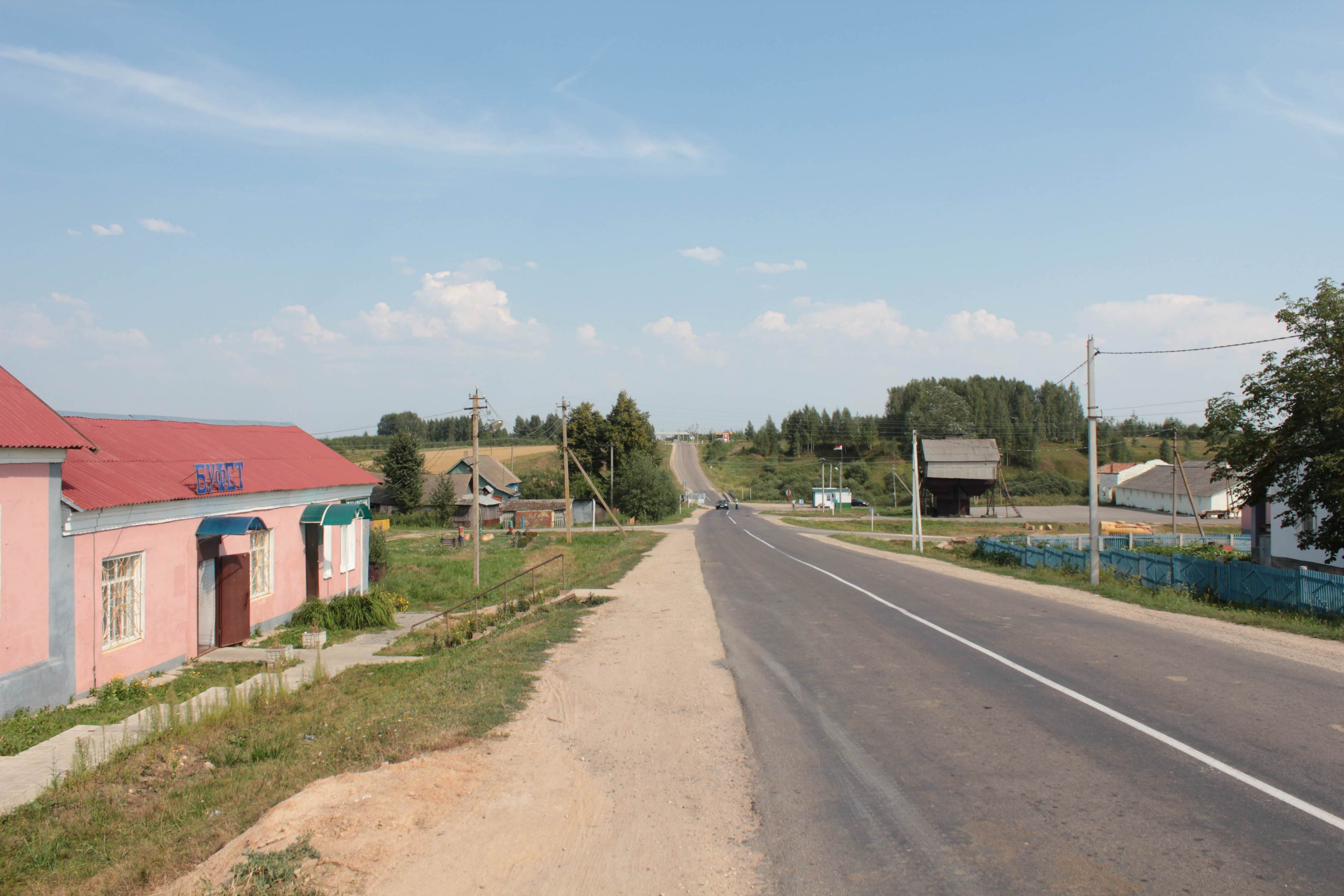
Punkt graniczny na moście na Mierei w Ladach, w tle widok na Rosję
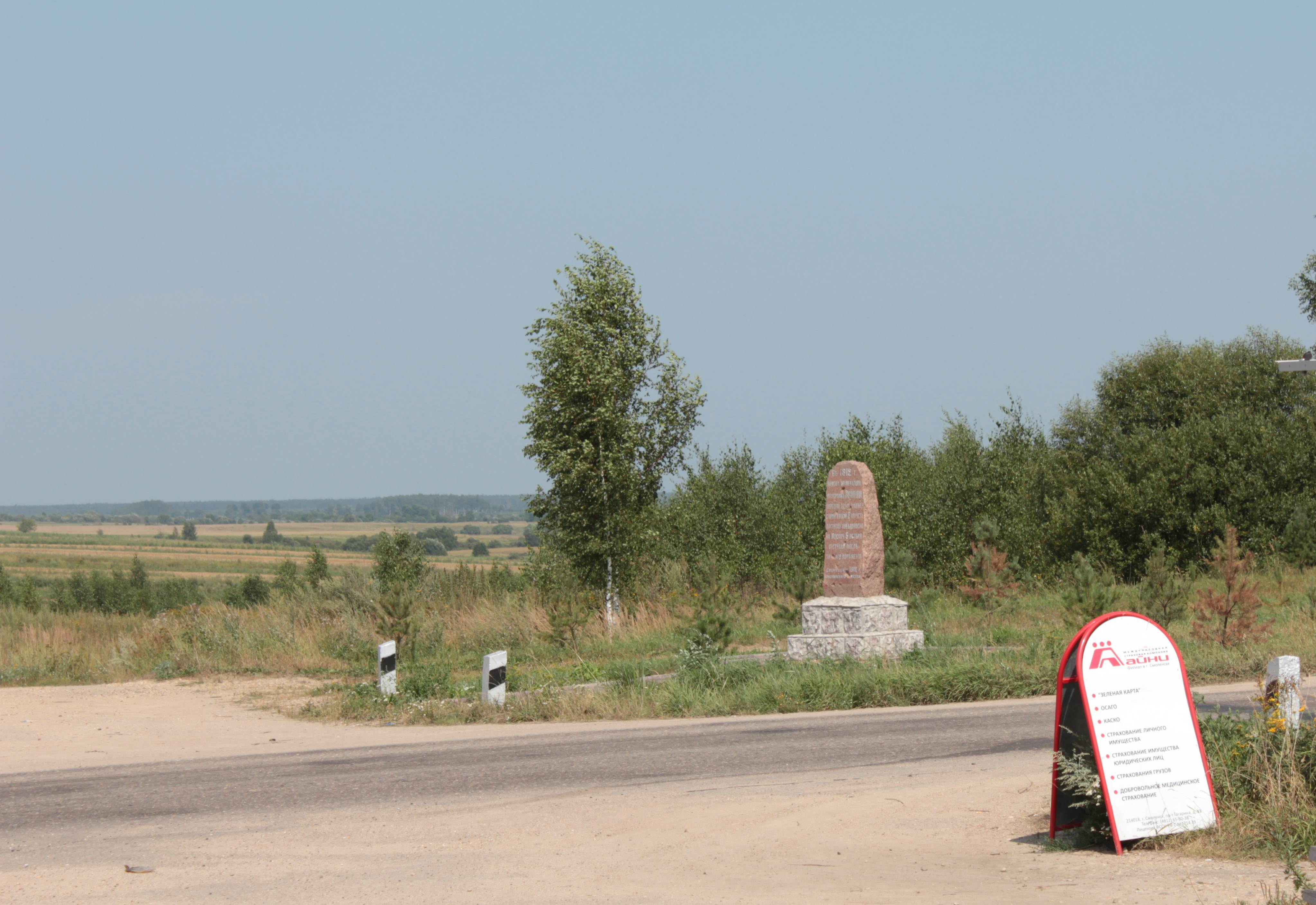
Lady. Obelisk upamiętniający wkroczenie wojsk Napoleona na terytorium „starej Rosji” 2 sierpnia 1812 r.
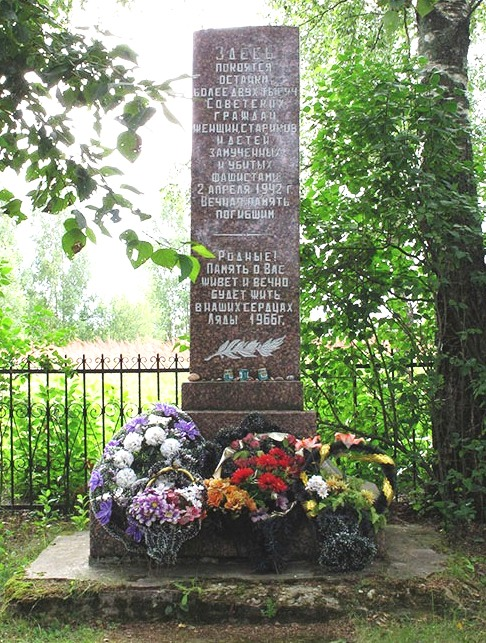
Pomnik upamiętniający Żydów pomordowanych w getcie w Ladach
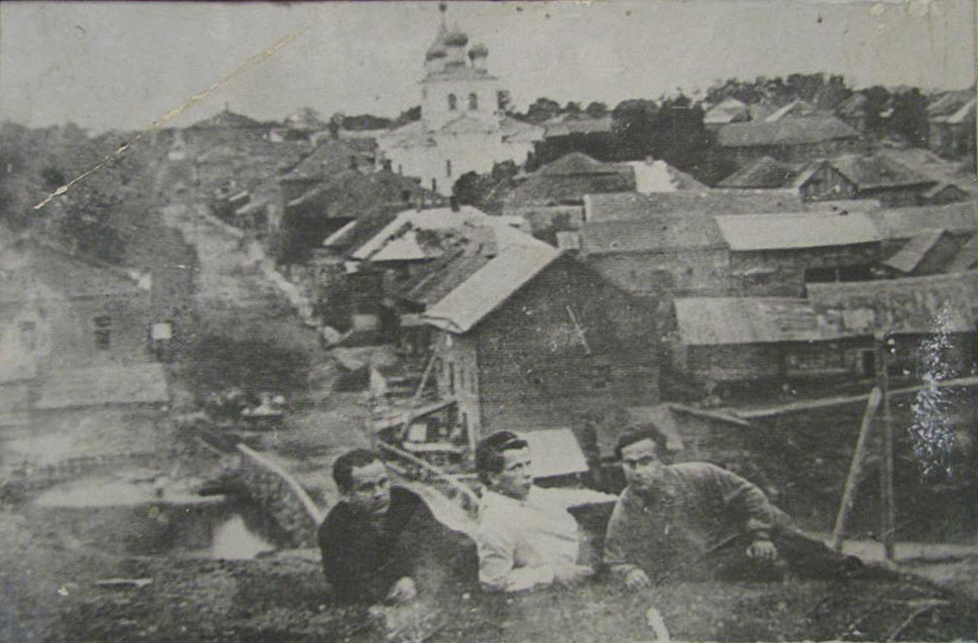
Widok na Lady w 1920
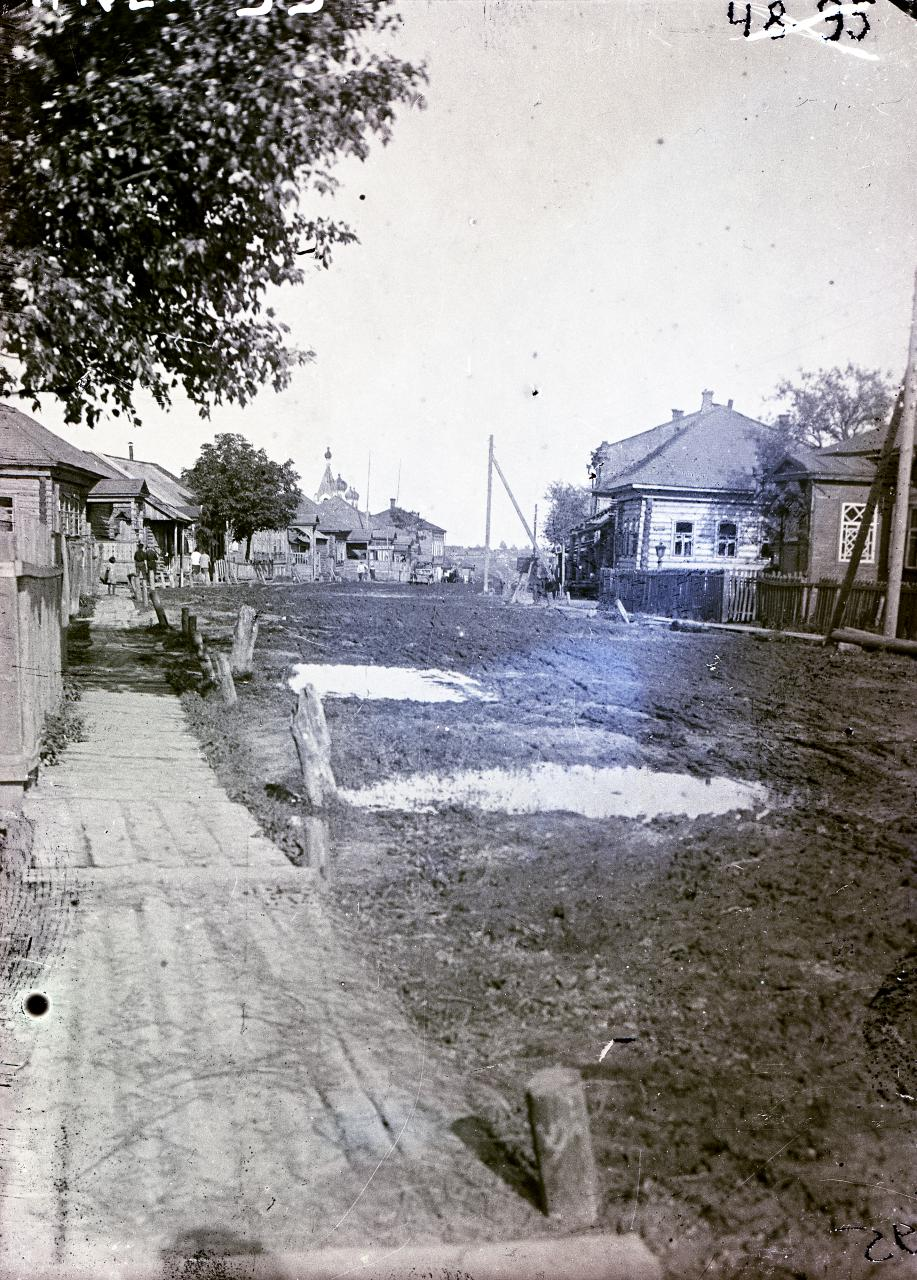
Główna droga w Ladach, fot. Izaak Pulmer, 1930
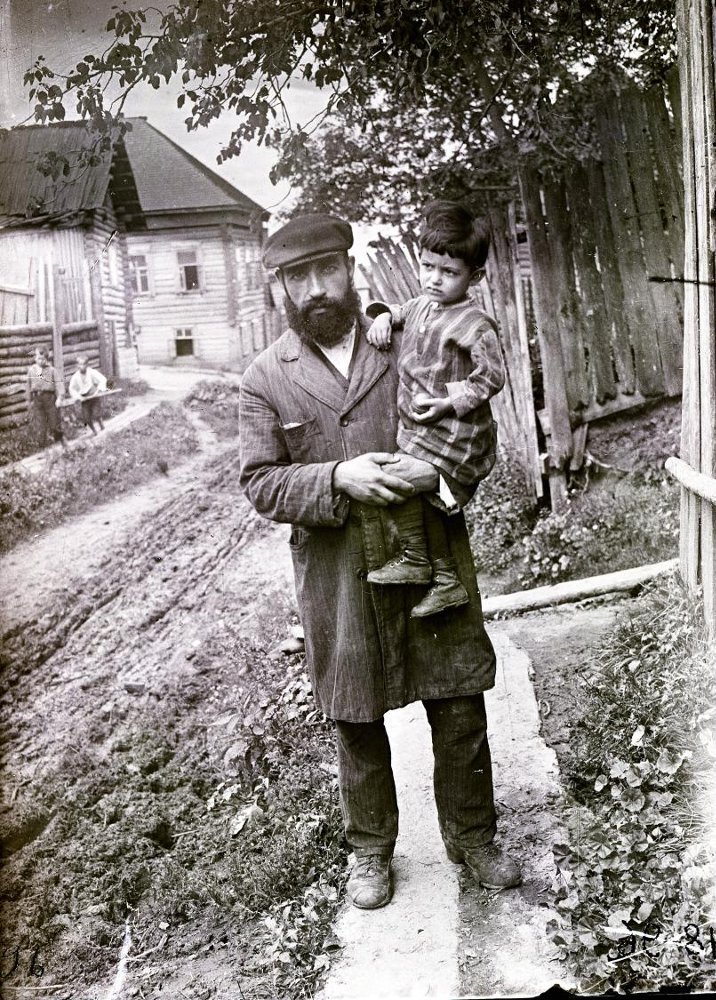
Żydowski rzeźnik, ul. Rzeźnicka, fot. Izaak Pulmer, 1930
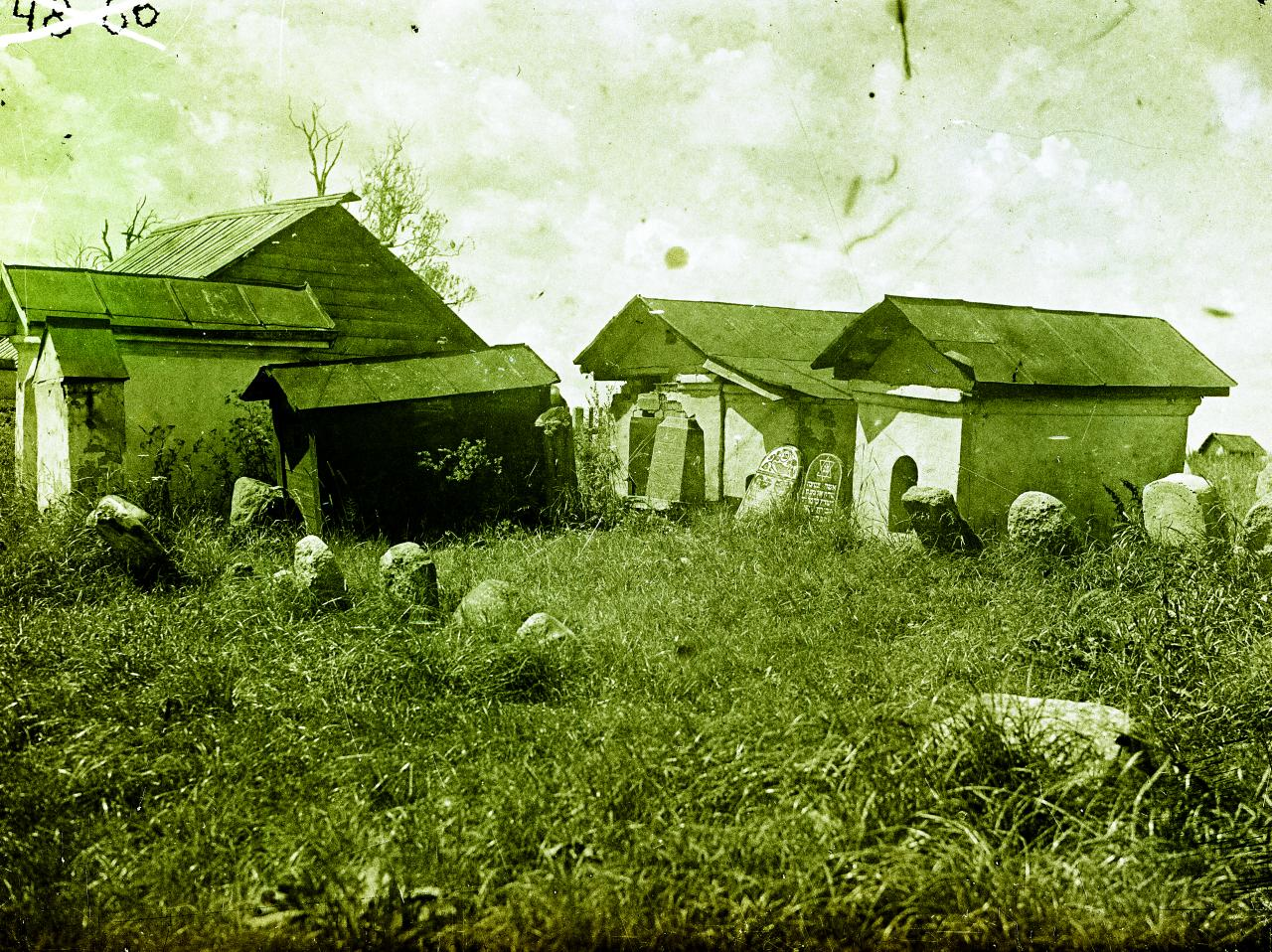
Cmentarz żydowski, fot. Izaak Pulmer, 1930